# Internazionali d'Italia 1935 - Singolare femminile
Il singolare femminile del torneo di tennis Internazionali d'Italia 1935, è stata la prima edizione del torneo disputata a Roma, ha avuto come vincitrice la danese Hilde Sperling che ha battuto in finale l'italiana Lucia Valerio con il punteggio di 6–4, 6–1.

## Tabellone

### Legenda
| - Q = Qualificato - WC = Wild card - LL = Lucky loser | - ALT = Alternate - SE = Special Exempt - PR = Protected Ranking | - w/o = Walkover - r = Ritirato - d = Squalificato |

### Fase finale
|  | Quarti di finale       | Quarti di finale       | Quarti di finale     | Quarti di finale | Quarti di finale |  |  | Semifinali           | Semifinali           | Semifinali           | Semifinali    | Semifinali    |   |   | Finale         | Finale         | Finale         | Finale | Finale |  |
|  |                        |                        |                      |                  |                  |  |  |                      |                      |                      |               |               |   |   |                |                |                |        |        |  |
|  | Hilde Sperling         | Hilde Sperling         | Hilde Sperling       | 6                | 6                |  |  |                      |                      |                      |               |               |   |   |                |                |                |        |        |  |
|  | Nancy Lyle             | Nancy Lyle             | Nancy Lyle           | 3                | 2                |  |  | Hilde Sperling       | Hilde Sperling       | Hilde Sperling       | 6             | 6             |   |   |                |                |                |        |        |  |
|  | Jadwiga Jędrzejowska   | Jadwiga Jędrzejowska   | Jadwiga Jędrzejowska | 10               | 6                |  |  | Jadwiga Jędrzejowska | Jadwiga Jędrzejowska | Jadwiga Jędrzejowska | 1             | 4             |   |   |                |                |                |        |        |  |
|  | Susan Noel             | Susan Noel             | Susan Noel           | 8                | 2                |  |  |                      |                      |                      |               |               |   |   | Hilde Sperling | Hilde Sperling | Hilde Sperling | 6      | 6      |  |
|  | Lucia Valerio          | Lucia Valerio          | Lucia Valerio        | 9                | 6                |  |  |                      |                      | Lucia Valerio        | Lucia Valerio | Lucia Valerio | 4 | 1 |                |                |                |        |        |  |
|  | Ida Adamoff            | Ida Adamoff            | Ida Adamoff          | 7                | 4                |  |  | Lucia Valerio        | Lucia Valerio        | Lucia Valerio        | 6             | 6             |   |   |                |                |                |        |        |  |
|  | Cilly Aussem           | Cilly Aussem           | 1                    | 7                | 7                |  |  | Cilly Aussem         | Cilly Aussem         | Cilly Aussem         | 4             | 4             |   |   |                |                |                |        |        |  |
|  | Jacqueline Goldschmidt | Jacqueline Goldschmidt | 6                    | 5                | 5                |  |  |                      |                      |                      |               |               |   |   |                |                |                |        |        |  |